# Оскаль, Роберто
Роберто Оскаль (исп. Roberto Oscal; род. 3 июля 1974) — гватемальский легкоатлет, специалист по спортивной ходьбе. Выступал на профессиональном уровне в 1990-х годах, обладатель серебряной медали Центральноамериканских игр, победитель и призёр ряда крупных международных стартов, участник летних Олимпийских игр в Атланте.

## Биография
Роберто Оскаль родился 3 июля 1974 года.
Впервые заявил о себе в лёгкой атлетике на международном уровне в сезоне 1991 года, когда вошёл в состав гватемальской сборной и выступил на Кубке мира по спортивной ходьбе в Сан-Хосе, где в дисциплине 20 км занял 101-е место.
В 1992 году в 20-километровой ходьбе показал 17-й результат на домашнем Панамериканском кубке в Гватемале.
На Кубке мира 1993 года в Монтеррее занял 85-е место.
В 1994 году стал 16-м на Панамериканском кубке в Атланте.
В 1996 году финишировал четвёртым на иберо-американском чемпионате в Медельине. Благодаря череде успешных выступлений удостоился права защищать честь страны на летних Олимпийских играх в Атланте — в программе 20 км был дисквалифицирован за нарушение техники ходьбы. Позднее на Панамериканском кубке в Манаусе так же получил дисквалификацию.
В 1997 году на Кубке мира в Подебрадах пришёл к финишу 43-м, установив при этом свой личный рекорд в ходьбе на 20 км — 1:22:34. Принимал участие в чемпионате мира в Афинах, где с результатом 1:26:20 стал 21-м. В концовке сезона завоевал серебряную награду на Центральноамериканских играх в Сан-Педро-Сула, уступив на финише только своему соотечественнику Хулио Рене Мартинесу.
В 1998 году сошёл с дистанции на Центральноамериканских и Карибских играх в Маракайбо, был дисквалифицирован на Панамериканском кубке в Майами.